# 科尔诺 (上索恩省)
科尔诺（法語：Cornot，法語發音：[kɔʁno]）是法国上索恩省的一个市镇，属于沃苏勒区。

## 地理
科尔诺（47°41'36"N, 5°50'2"E）面积11.19 平方千米，位于法国勃艮第-弗朗什-孔泰大區上索恩省，该省份为法国东部内陆省份，北起顺时针与孚日省、贝尔福地区省、杜省、汝拉省、科多尔省和上马恩省接壤。
与科尔诺接壤的市镇（或旧市镇、城区）包括：古尔容、孔博方丹、孔夫拉库尔、拉维涅、拉罗什莫雷、沃孔库尔-内沃赞。

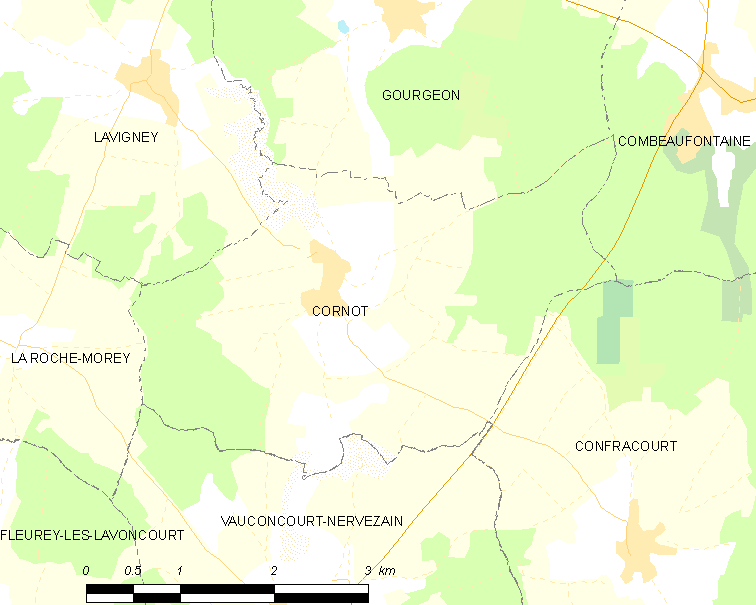
的OSM定位图

科尔诺的时区为UTC+01:00、UTC+02:00（夏令时）。

## 行政
科尔诺的邮政编码为70120，INSEE市镇编码为70175。

## 政治
科尔诺所属的省级选区为瑞塞县。

## 人口

1962-2008年间人口变化图示

科尔诺于2022年1月1日时的人口数量为132人。